# Kun je nog zingen, zing dan mee

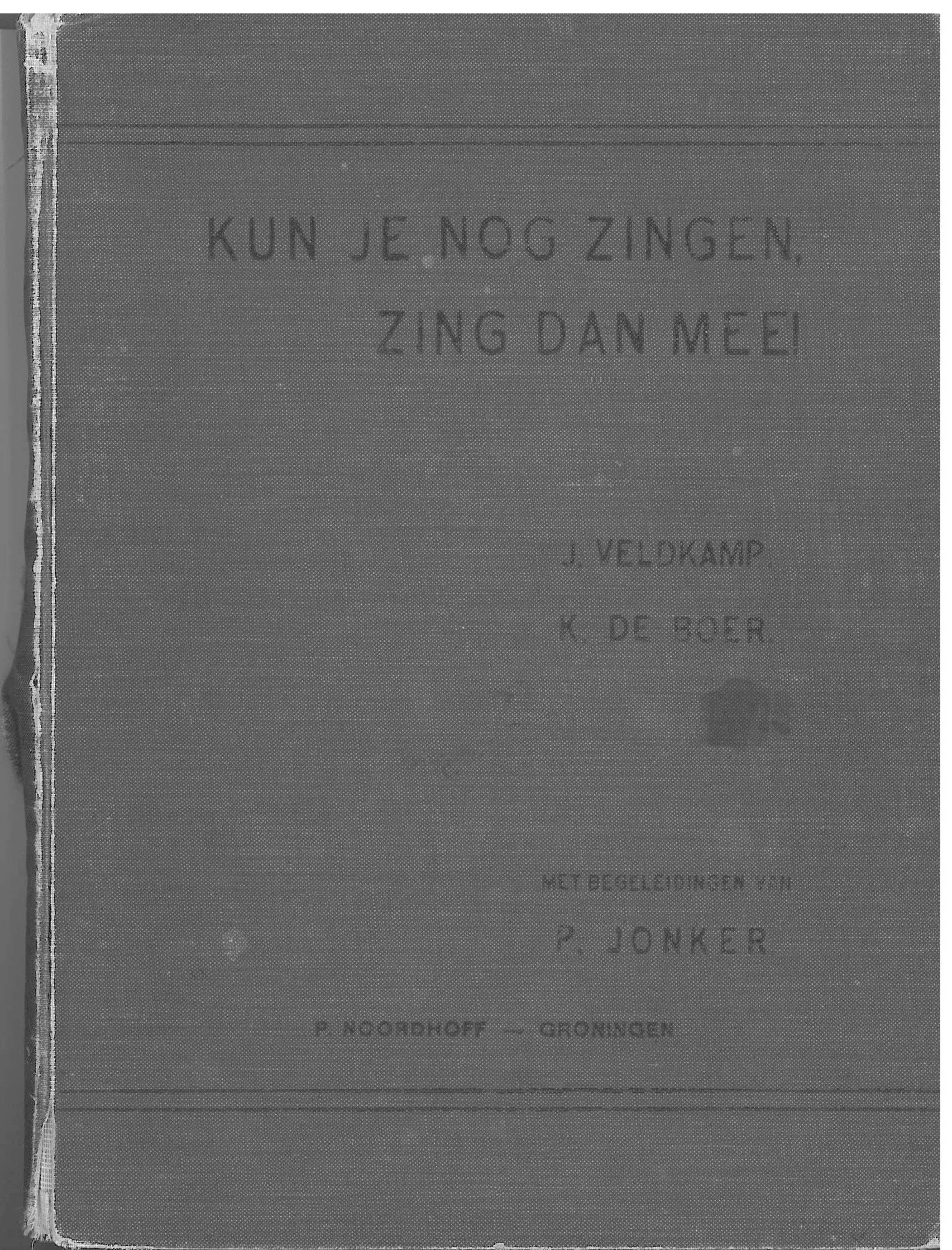
Liedboek Kun je nog zingen (23e druk, 1924), uitgave met een eenvoudige kaft.

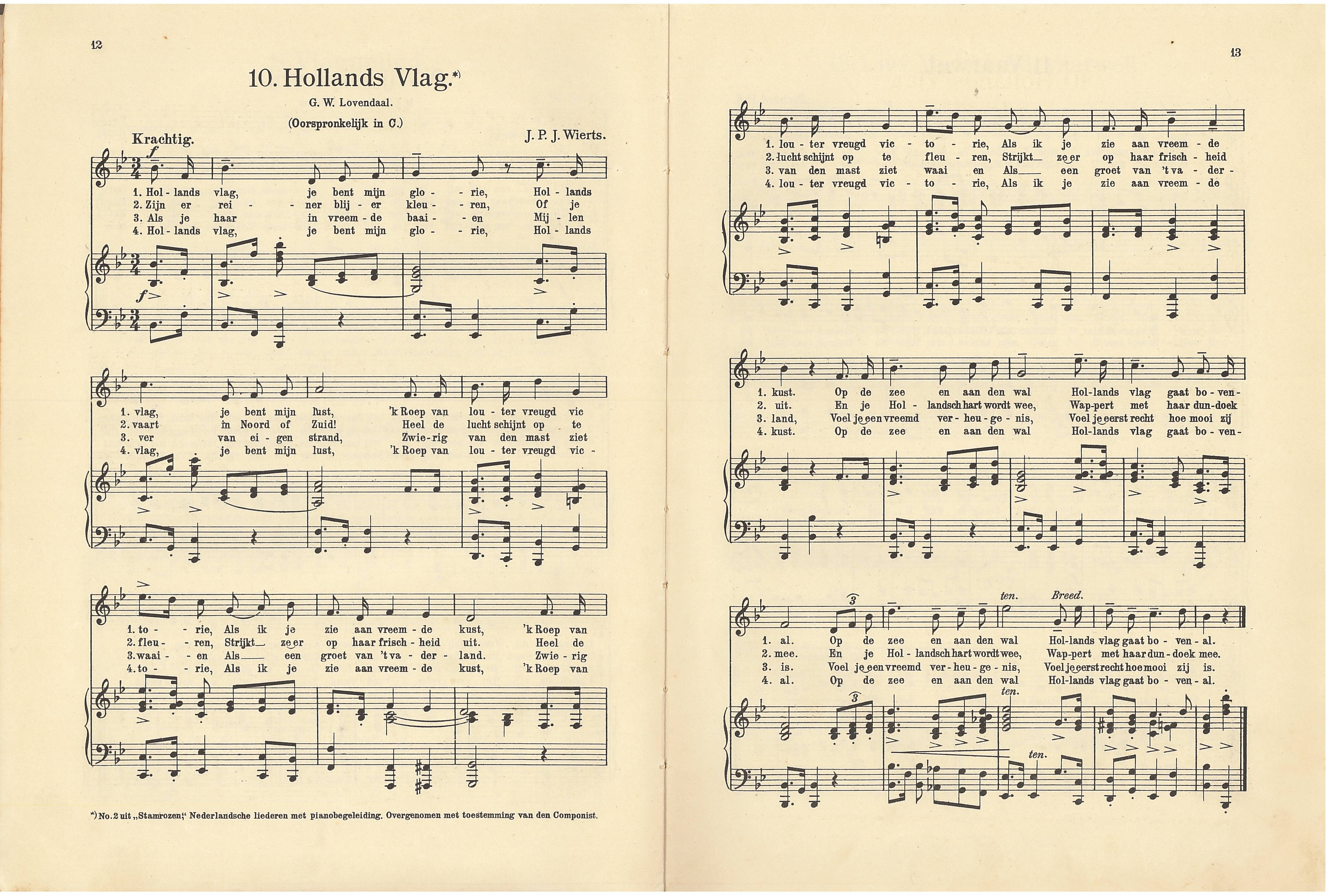
Pianomuziek van het lied 'Hollands vlag, je bent mijn glorie' van G.W. Lovendaal en J.P.J. Wierts.

Kun je nog zingen, zing dan mee is een Nederlandstalig liedboek, samengesteld door Jan Veldkamp en Klaas de Boer. De bundel werd uitgegeven in 1906 door uitgeverij P. Noordhoff (Groningen). De pianoarrangementen zijn van P. Jonker.
De bundel bevat eigentijdse liedjes (tweede helft 19e en begin 20e eeuw), bestemd voor de actieve zangbeoefening, geschreven door Nederlandse tekstdichters en toondichters. De ondertitel vermeldt vanaf de eerste druk dat de gekozen liederen in deze bloemlezing 'algemeen bekend' zijn. Het boek was bedoeld voor 8 tot 80 jaar, voor school en thuis, voor volkszangscholen en koren.
Bekende liedjes waren onder meer: 'De paden op, de lanen in' (A.L. de Rop, R. Hol); 'In een blauw geruite kiel' (A.L. de Rop, R. Hol); 'Heb je van de Zilveren vloot wel gehoord' (J.P. Heije, J.J. Viotta); 'In 't groene dal, in 't stille dal' (J.P. Heije, J. Beltjens); 'Klein vogelijn op groenen tak' (J.P. Heije, W. Smits); en 'In naam van Oranje, doe open de poort' (A.J. Schooleman).
De liedbundel bleef de gehele twintigste eeuw onafgebroken in druk (41e druk in 1986). In datzelfde jaar verscheen de jubileumuitgave Lang leve Kun je nog zingen, zing dan mee!, de mooiste liedjes uit tachtig jaar, die tot en met 2012, ruim honderd jaar na de eerste publicatie, verkrijgbaar was. In 1967, zestig jaar na verschijnen, waren er ongeveer 600.000 exemplaren verkocht en over de gehele looptijd liep dit op richting de miljoen verkochte bundels. Kun je nog zingen wordt daarmee beschouwd als het meest succesvolle liedboek van de twintigste eeuw.

## De samenstellers

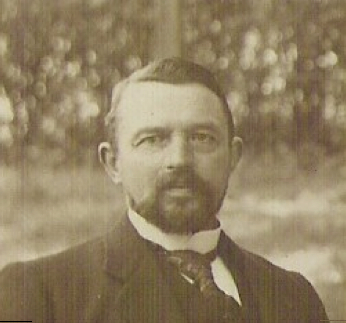
Klaas de Boer rond 1920.

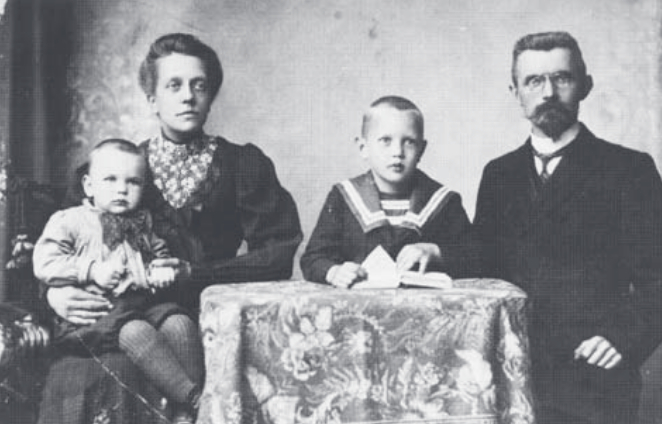
Jan Veldkamp met zijn gezin rond 1907.

De samenstellers van de liedbundel, J. Veldkamp en K. de Boer, waren beiden onderwijzer. Ze kwamen allebei uit Hoogeveen en volgden tegelijk de kweekschool, waar ze elkaar hoogstwaarschijnlijk hebben leren kennen. Klaas de Boer (1865-1943) werd onderwijzer, en later hoofd der school, op verschillende scholen in Drenthe. Jan Veldkamp (1868-1946) ging na de kweekschool naar Amsterdam en werd daar als onderwijzer werkzaam. Hij stelde nog verschillende andere liedbundels samen, de meeste samen met zijn broer Klaas Veldkamp, waaronder een Volkszangbundel (1924).
In hun Voorbericht, voorin Kun je nog zingen, melden de samenstellers wat hun doel was met het liedboek: "Wij willen onzen leerlingen meegeven in het leven een groot aantal van de mooiste bekende liederen". Hierdoor zullen deze liedjes paraat hebben bij "feestelijke samenkomsten", in huiselijke kring en in verre landen. In het latere leven kunnen bekende liederen "aangename herinneringen" oproepen. Met dit oogmerk hebben zij een vijftigtal "algemeen geliefde liederen" in de zangbundel bijeen gebracht.
Het grote verkoopsucces van Kun je nog zingen is niet los te zien van de aanhoudende inzet en het commerciële vernuft van Veldkamp. Hij reisde jarenlang stad en land af om boekhandels te bezoeken en als deze het boek hadden of afnamen, drong hij aan op een plaatsje in de etalage. Hij nam bovendien contact op met verschillende gemeentebesturen om bij een viering of bijzondere gebeurtenis liederen uit het zangboek te zingen. In 1908 werd de liederenbundel officieel aangeboden aan koningin Wilhelmina en haar moeder Emma, waarover in kranten werd bericht. Ook drong Veldkamp er geregeld bij de uitgeverij op aan om meer te adverteren.
Samen met De Boer maakte hij bovendien een groot aantal varianten op de bundel, voor verschillende gelegenheden, doelgroepen en prijsklassen.

## Verschillende uitgaven

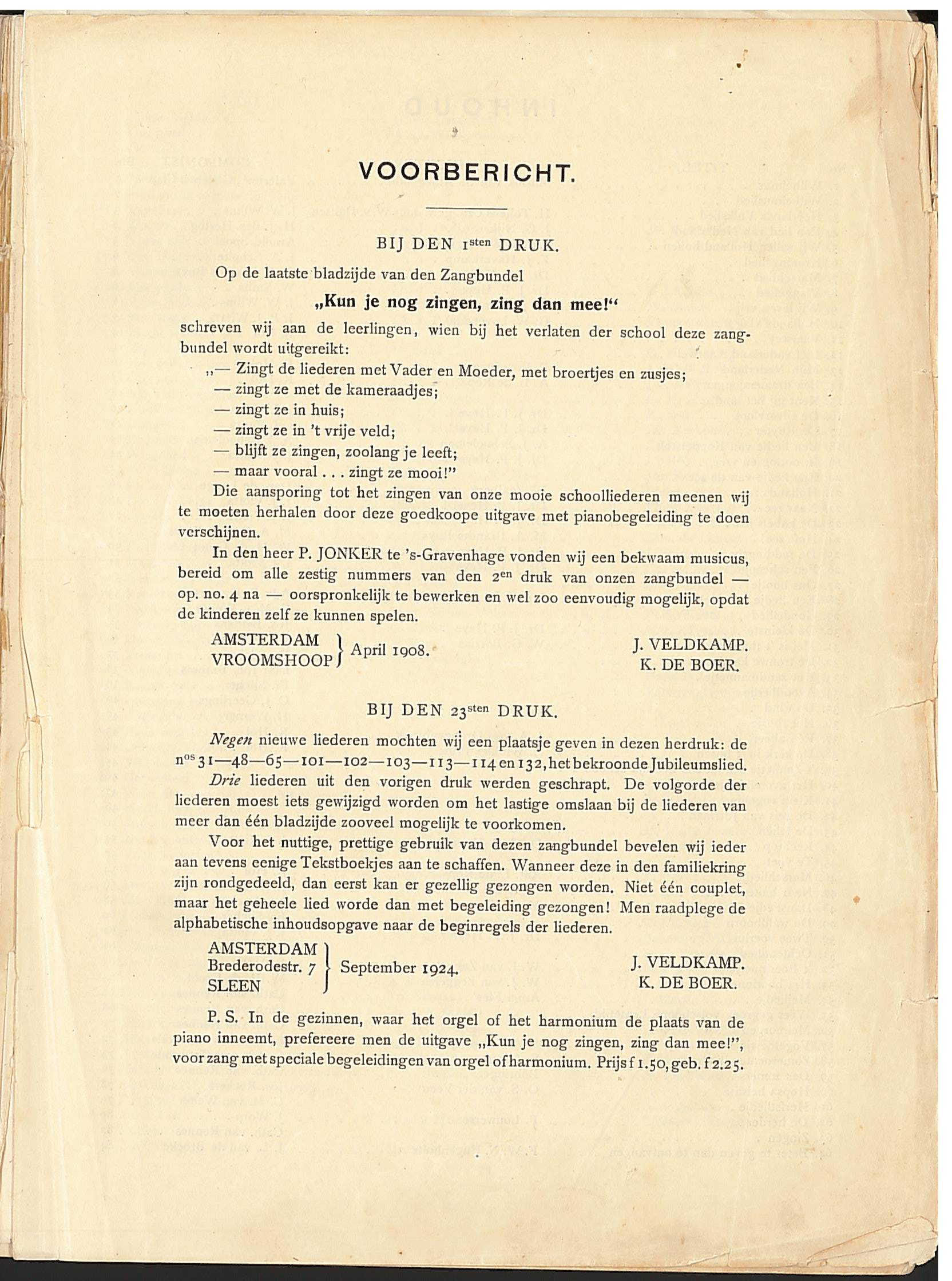
Het voorwoord in Kun van 1924, waarin aanbevolen wordt om ook enige tekstboekjes aan te schaffen.

De liedbundel Kun je nog zingen, zing dan mee werd meer dan veertig maal herdrukt. In veel gevallen ging het daarbij om een "herziene druk" of "vermeerderde druk". In de loop van tachtig jaar werden er liedjes geschrapt en andere toegevoegd. Er zijn edities met 40 liederen, maar ook met meer dan 150 liederen.
Bij sommige uitgaven gaat het om tekstboekjes, soms zijn er notenbalken met een melodielijn toegevoegd, veel drukken bevatten complete bladmuziek voor piano. Er waren uitgaven speciaal meerstemmig getoonzet voor dameskoor, herenkoor of juist gemengd koor. Ook was er een zakuitgave, om makkelijk mee te kunnen nemen tijdens een wandeling.
Meerdere keren verschenen er speciale uitgaven bij bepaalde gebeurtenissen. Tijdens de Eerste Wereldoorlog verscheen er een uitgave voor Nederlandse soldaten. Vijfduizend van deze tekstboekjes, met een rood-wit-blauwe omslag, werden in november 1914 door de uitgeverij gratis onder militairen verspreid. En bij de Olympische Spelen van 1928 in Amsterdam verscheen er een "tekstboekje voor massazang".
In 1909 verscheen er een speciale uitgave met een vierstemmige zetting, met een oproep aan 900 besturen van zangverenigingen om die liederen te gaan uitvoeren, om 'den volkszang te bevorderen'. En in 1913, toen de carillons ter gelegenheid van Waterloodag nationale liederen zouden spelen, stuurden Veldkamp en De Boer 40 beiaardiers een honderdtal volksliederen met pianomuziek toe. Ook de harmonie en fanfare kregen dat jaar een verzoek toegestuurd om te spelen uit de speciale 'volksuitgave voor Harmonie en Fanfare'.
Voor de scholen bestond er een dure gebonden variant met pianomuziek, bestemd voor de onderwijzer, maar met hetzelfde repertoire ook eenvoudige tekstboekjes met een slappe kaft, die elke leerling betaalbaar kon aanschaffen. Als het liedrepertoire op de lagere scholen werd aangepast, veranderde dat ook in de volgende druk.
Door de lange drukgeschiedenis, de vele varianten voor verschillende doelgroepen en het ongeëvenaarde aantal verkochte liedbundels in totaal, konden de liedjes die in de bundel werden opgenomen zich decennialang door alle leeftijdsgroepen en in vele bevolkingsgroepen verspreiden. Als bloemlezing geeft het liedboek daarmee niet alleen een tijdsbeeld van eigentijdse, reeds bekende liedjes in het Nederlandse taalgebied van die decennia, maar bood het de gekozen liedjes ook een ruimere verspreiding en langdurigere bekendheid.

## Thema's van de opgenomen liederen
De inhoud en thema's van de liederen in Kun je  nog zingen, zing dan mee weerspiegelen de achterliggende idealen van de bundel en van het Nederlandse muziekleven in die decennia (zie een uitgebreide schets hiervan onder het volgende kopje 'Achtergrond bij het ontstaan van de bundel'). Er zijn verschillende thematische groepen te onderscheiden.
De liederen worden in dit artikel steeds aangeduid met het incipit (de beginregel), zie daarvoor het artikel incipit (of de hierna volgende voetnoot).

### Liederen over Nederland

#### Landschap

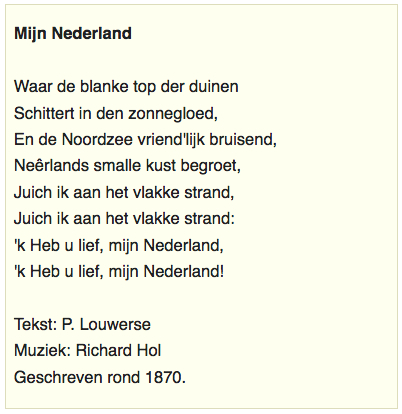
Vaderlandslievend lied over Nederland (5 strofen). Muziek afspelen (midi, 32 sec.):
Bestand:Louwerse-Hol-waar-blanke-top-duinen-muziek.mid

Een aantal liederen bezingt het landschap van Nederland, waaronder ook de zee en het strand. Voorbeelden hiervan zijn: 'Holland is een heerlijk land'; 'Holland met zijn malsche wei'; en 'Holland ze zeggen: je grond is zoo dras'.
Sommige liedjes gaan over een provincie of stad: 'Ik heb het lief, mijn dorpje kleen, daar aan der duinen rand' (Bergen); 'Waar der beuken breede kronen ons heur koele schaduw biên' (Gelderland); en 'Waar in 't bronsgroen eikenhout, 't nachtegaaltje zingt' (Limburg).

#### Vaderlandse liederen

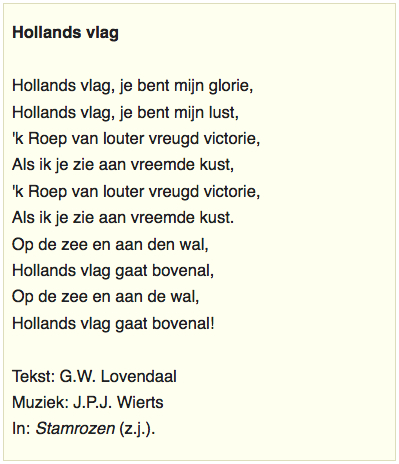
Liedje over de Nederlandse vlag (4 strofen). Muziek afspelen (midi, 34 sec.):
Bestand:Lovendaal-Wierts-hollands-vlag-glorie-muziek.mid

In de negentiende en begin twintigste eeuw was er sprake van sterk nationalisme in Europa. Er waren veel nationalistische (jeugd)verenigingen. Hierbij was gezamenlijk zingen belangrijk, omdat dat de eenheid binnen de groep versterkt. Verschillende liederen zijn vaderlandslievend of benoemen nationalistische gevoelens.
Voorbeelden van zulke vaderlandse liederen zijn: 'Hollands vlag, je bent mijn glorie'; 'Waar de blanke top der duinen'; en 'Wij leven vrij, wij leven blij, op Neêrlands dierb'ren grond'. Zie de volgende voetnoot voor een uitgebreide lijst van voorbeelden.

#### Vaderlandse geschiedenis

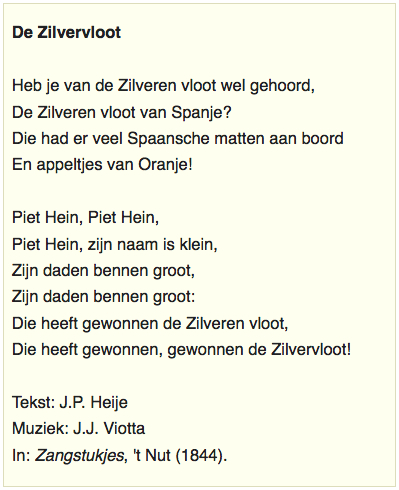
Vaderlandse geschiedenis, liedje over de Zilvervloot (4 coupletten). Muziek afspelen (midi, 34 sec.):
Bestand:Heije-Viotta-zilveren-vloot-zilvervloot-muziek.mid

De samenstellers hadden zich met de liederenbundel ook een opvoedende taak gesteld voor de jeugd. Daaronder viel met name het vertrouwd maken met belangrijke gebeurtenissen en historische figuren uit de vaderlandse geschiedenis, met name liederen over de Tachtigjarige Oorlog en bekende zeehelden.
Voorbeelden van zulke vaderlandse historieliederen zijn: 'Ik zing er al van een Ruiter koen'; 'In naam van Oranje, doe open de poort'; en 'Wilhelmus van Nassouwe' (zie uitgebreidere lijst in voetnoot).
Er zijn tevens een tiental geuzenliederen van Adriaen Valerius opgenomen (onder andere 'Merck toch, hoe sterck'; en 'O Nederland let op u seak'). Ook een tekst van Joost van den Vondel ('Wat zong het vroolijk vogelkijn dat in den boomgaard zat?') en van Guido Gezelle ('Het mezennestje is uitgebroken') zijn getoonzet.

### Liederen over de natuur en de seizoenen
Onder de liederen over natuur en seizoenen vallen, naast liedjes over lente, zomer, herfst en winter, ook liedjes over hei of bos, een vogelnestje, zonsondergang of -opgang, het aanbreken van de dag en (vroeg) opstaan.
Voorbeelden zijn: 'Er schommelt een wiegjen in 't bloeiende hout'; 'Op de groote, stille heide, dwaalt de herder eenzaam rond'; en 'Wordt wakker, 't zonnetje is al op'. Zie meer voorbeelden in de voetnoot.

### Liederen over wandelen, varen, kamperen

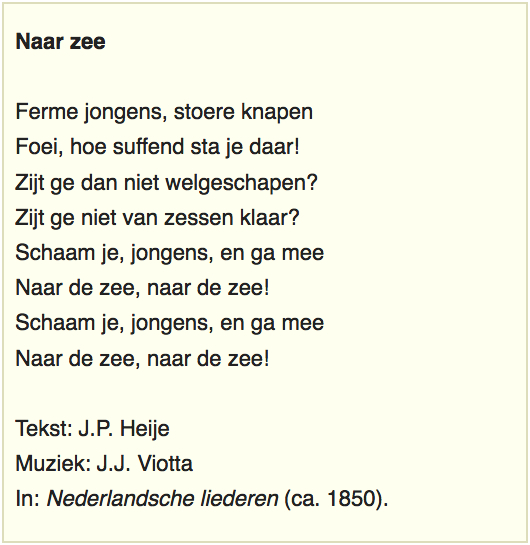
Liedje over de zee (4 strofen). Muziek afspelen (midi, 25 sec.):
Bestand:Ferme-jongens-stoere-knapen-muziek.mid

In een groot aantal liedjes werden (stads)kinderen aangespoord om de natuur en de frisse buitenlucht in te gaan. Niet alleen werd een gezonde levensstijl (buiten zijn, wandelen, varen, kamperen, sporten) aangeprezen, de kinderen zouden hierdoor ook de stad uit zijn en niet op straat rondhangen. En bovendien kon er tijdens het wandelen natuurlijk gezongen worden.
Bekende voorbeelden hiervan zijn: 'De paden op, de lanen in, vooruit met flinken pas'; 'Hoe zachtkens glijdt ons bootje'; en 'Wie gaat mee, gaat mee over zee'. Opnieuw een uitgebreide lijst in de voetnoot.

### Zingen

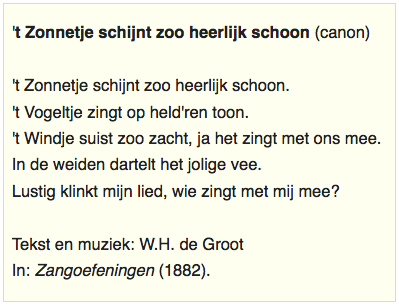
Liedje over zingen. Canon. Muziek afspelen (midi, 19 sec.):
Bestand:Groot-zonnetje-schijnt-heerlijk-schoon-canon.mid

Bij de eerste druk schreven Jan Veldkamp en Klaas de Boer in het "Voorbericht": "Zingt de liederen met Vader en Moeder, met broertjes en zusjes; zingt ze met de kameraadjes; zingt ze in huis; zingt ze in 't vrije veld; blijft ze zingen, zolang je leeft; maar vooral... zing ze mooi!" Hoewel de ondertitel van de liedbundel verwijst naar "schoolliederen", waren de liedjes nadrukkelijk ook bedoeld om thuis (rond de piano) en in de buitenlucht te zingen. 
Verschillende liedjes verwijzen inhoudelijk naar het zingen zelf: 'Een lied, een lied, uw leven lang'; 'Hoe schoon klinkt ons zingen in 't schaduwrijk woud'; en ' 't Zonnetje schijnt zoo heerlijk schoon'. Zie verder de voetnoot.

### Moralistische liederen

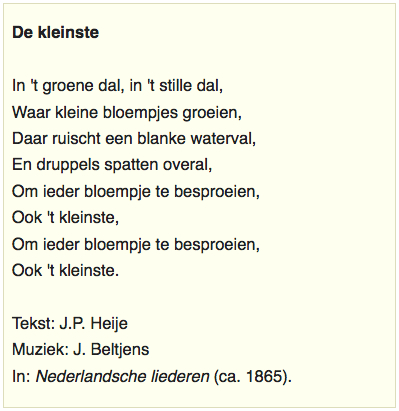
Bespiegelend lied (3 strofen). Muziek afspelen (midi, 32 sec.):
Bestand:Heije-Beltjens-in-groene-dal-stille-dal-muziek.mid

Verschillende liedjes benoemen expliciet de moraal die de samenstellers van de bundel hoopten te verspreiden. Het gaat dan bijvoorbeeld om de voorkeur voor "het kleinste" (bescheidenheid), het helpen van een ander, moed, vroomheid en deugd, niet koppig zijn, je woord houden, enzovoort. Bij enkele liederen betreft het een religieus motief.
Voorbeelden: 'Een man, een Man, een woord, een Woord'; 'In 't groene dal, in 't stille dal'; en 'Klein vogelijn op groenen tak'. Een uitgebreidere lijst is te vinden in de voetnoot.

### Diverse onderwerpen
Ook andere onderwerpen kwamen langs, zoals slaapliedjes ('De bloempjes gingen slapen, zij waren geurensmoe', ' 't Wordt duister, mijn Roosje'), dansliedjes ('Flink de voeten van de grond, danst in 't rond', 'Op meisjes, in den rondedans'), een liedje over een muisje ('In 't kamerke waar het wiegske gong, een muizeken uit zijn gaatje sprong'), over een spinnewiel ('Spinnewieltje snorre, snorre rira rira ras') en enkele sinterklaasliedjes, kerstliedjes en oudejaarsliedjes ('Zie, de maan schijnt door de boomen', 'Oude jaar! o, laat ons rusten', 'Uren, dagen, maanden, jaren vliegen als een schaduw heen') enzovoort.
Zie voor een overzicht van liedjes die in de bundel hebben gestaan (in de 3e, 31e en 38e druk) de 'Lijst van liedjes in Kun je nog zingen, zing dan mee'.

### Achterliggende idealen
Deze groepen liedjes die in Kun je nog zingen, zing dan mee te onderscheiden zijn, geven een indruk van de idealen die men door middel van het lied wilde uitdragen; en van het soort lied dat men wilde uitdragen.
De liedjes zijn inhoudelijk idealistisch: ze zijn onderwijzend (vaderlandse geschiedenis), dragen een levensstijl uit (wandelen, varen, de natuur in) en brengen waarden en normen bij (bespiegelende liedjes). Daarbij zijn ze door en door Nederlands: ze zijn geschreven door Nederlandse musici, bezingen de Nederlandse natuur en geschiedenis, èn zijn bestemd voor het Nederlandse volk.
Wat type lied betreft, gaat het steeds om cultuurliederen: nieuw geschreven liedjes voor de actieve zangbeoefening. Het doel daarbij was, dat deze liedjes ingeburgerd zouden raken als algemeen bekende volksliedjes en de (meestal nogal simpele en soms onbeschaafde) straatliederen zouden vervangen. Ook hier ligt een ideaal achter, namelijk het verheffen van de volkszang.
Al deze achterliggende idealen werden in Nederland uitgedragen door de Maatschappij tot Nut van 't Algemeen en komen voort uit de idealen over opvoeding en onderwijs van de Verlichting.

## Achtergrond bij het ontstaan van de bundel

### Verlichtingsidealen en 't Nut
Het liedboek Kun je nog zingen, zing dan mee werd weliswaar uitgegeven in 1906, maar de achterliggende idealen gaan terug op de ideeën over opvoeding en onderwijs van de Verlichting (18e eeuw): het opvoeden van kinderen tot deugdzame en beschaafde burgers. Dit bevorderen van deugden en beschaving (ook uitgedragen in leesboeken en liedteksten) werd vervolgens het uitgangspunt van de idealen over onderwijs, muziekonderwijs en volkszangonderwijs van de Maatschappij tot Nut van 't Algemeen (vanaf rond 1800). Daarin speelde met name Jan Pieter Heije een belangrijke rol. Zie voor een uitgebreide achtergrondschets van deze ontwikkelingen de 'Geschiedenis van het Nederlandse kinderlied' (met name de achttiende en negentiende eeuw).
De Amsterdamse arts Jan Pieter Heije (1809-1876) was zowel bestuurslid van de 't Nut, als van de Maatschappij tot Bevordering der Toonkunst. Ook hij was ervan overtuigd dat je door middel van muziekonderwijs de jeugd kon opvoeden, waarden en normen kon bijbrengen, cultuur kon overdragen en beschaving bijbrengen. En jongeren zouden zo liederen met kwalitatief goede teksten en melodieën gaan zingen in plaats van (onbeschaafde) straatliederen.
Ten tijde van industrialisatie was er in de bevolking een grote laag van fabrieksarbeiders ontstaan, waarbij armoede, slecht onderwijs en analfabetisme grote problemen waren. Ook de gezondheidsidealen die Heije hierover, als arts, had, droeg hij uit in liedteksten.

### Jan Pieter Heije en de vernieuwing van de Nederlandse liedcultuur

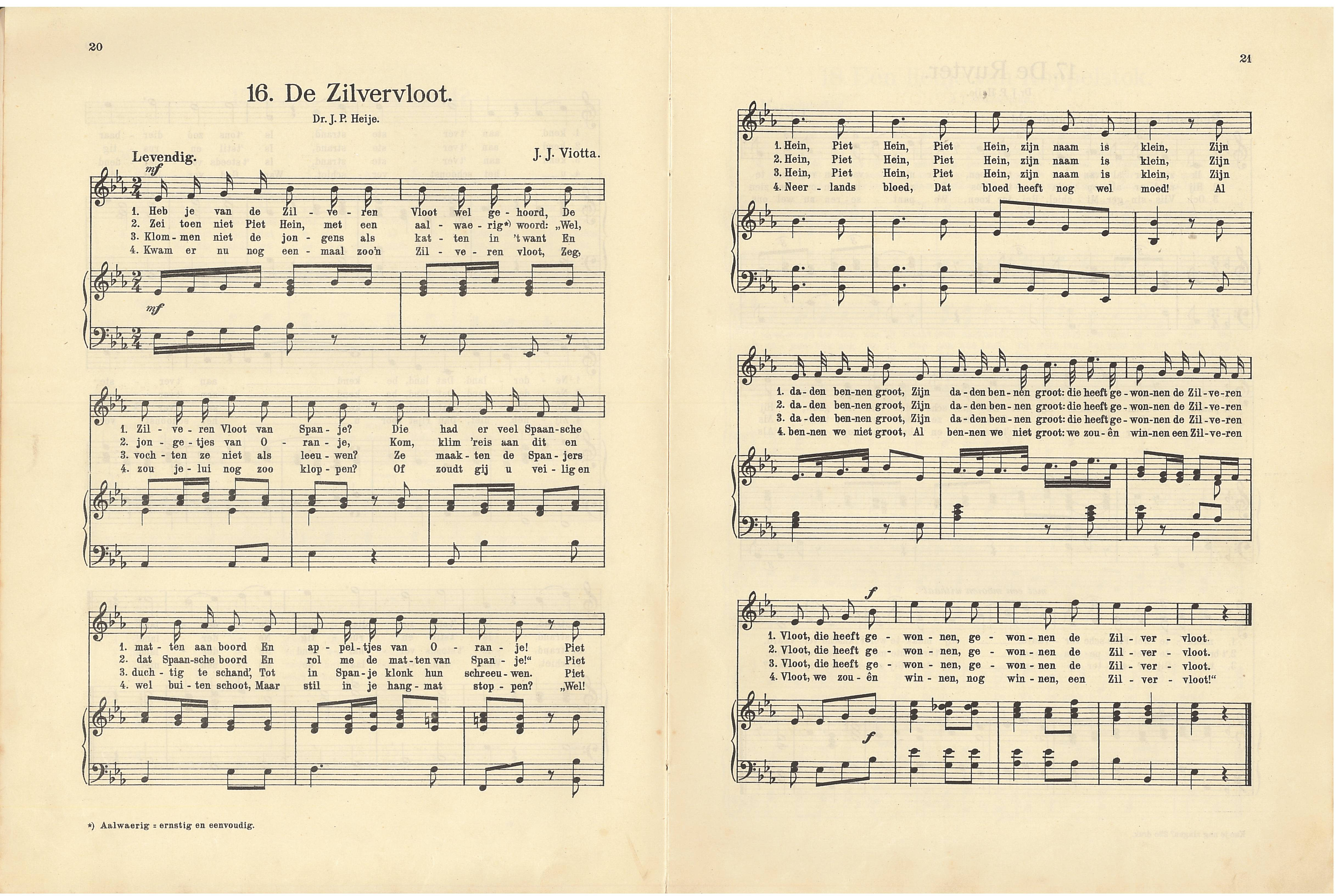
Pianomuziek van het lied 'Heb je van de Zilveren vloot wel gehoord' van J.P. Heije en J.J. Viotta.

J.P. Heije gaf in de jaren 1840-1860 tientallen liedboekjes uit, met 150 kinderliedjes en 350 liedjes in de trant van volksliedjes voor iets oudere schoolkinderen en volwassenen. Heije brak hierbij volledig met de gewoonte om liedjes te schrijven op een bestaande wijs; hij werkte samen met vele eigentijdse componisten, onder wie Richard Hol, Hendrika van Tussenbroek, Johannes Verhulst, Joannes Viotta en Johann Wilms.
Inhoudelijk zijn deze liedjes idealistisch, vaderlandslievend en soms moralistisch van aard. De idealistische liedjes dragen beschavingsidealen en gezondheidsidealen uit: gezonder gaan leven, de stad uit, de natuur en de frisse buitenlucht in, gaan wandelen, varen, 'stoere knapen' worden en uit de armoede komen door bijvoorbeeld voor het zeemansleven te kiezen. Dit komt tot uiting in liedjes als 'Ferme jongens, stoere knapen' en 'De kabels los, de zeilen op!'
Heije's vaderlandslievende liedjes bezingen zowel de natuur, de nationale symbolen, als de geschiedenis van Nederland, zoals: 'Heb je van de Zilveren vloot wel gehoord' (Piet Hein zijn naam is klein), 'Ik zing er al van een Ruiter koen' en 'O schitt'rende kleuren van Nederlands vlag'. Andere liedjes van Heije's hand zijn beschouwend of moralistisch van aard, zoals: 'Een karretje op een zandweg reed', 'In 't groene dal, in 't stille dal' en 'Klein vogelijn op groenen tak'.
In navolging van Heije verschenen er in de tweede helft van de negentiende eeuw vele liedboekjes voor kinderen en jongeren/volwassenen, in samenwerking met eigentijdse componisten, vaak ook met idealistische, vaderlandslievende en/of bespiegelende liedjes.

### Kunals tijdsbeeld en uitdrager van het Nederlandse lied

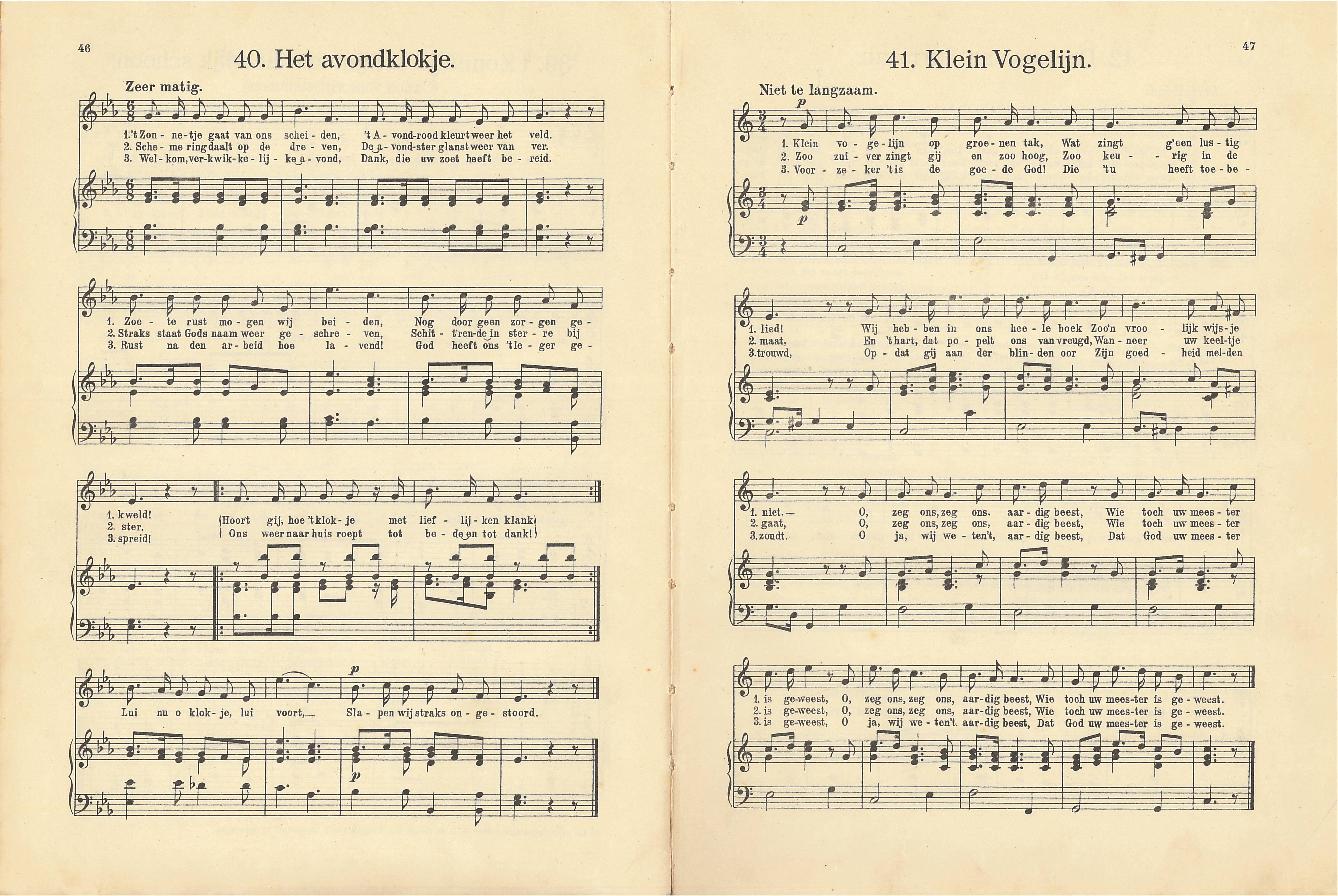
Pianomuziek van het lied 'Klein vogelijn op groenen tak' van J.P. Heije en W. Smits.

Als Veldkamp en De Boer dan rond 1900 de bloemlezing Kun je nog zingen gaan samenstellen met eigentijdse Nederlandse liedjes, nemen zij om te beginnen ruim twintig liederen van de hand van J.P. Heije op. Hiernaast putten Veldkamp en De Boer uit de vele tekstdichters en componisten die na Heije waren gekomen - zie het lijstje met tekst- en toondichters onder het volgende kopje.
Omdat de liedjes bedoeld waren om aan te leren tijdens zangles op school, of bij een koor of op een volkszangschool, konden de melodielijnen ingewikkelder zijn dan die van doorsnee volkswijsjes (met loopjes en herhaalde, variërende sprongen) en waren ze ook geschikt om twee-, drie- of vierstemmig aan te leren.
Met de keuze voor eigentijdse liedschrijvers vanaf Heije, bevat de liedbundel een weerslag van de idealen waaruit deze liedjes werden geschreven, die teruggingen op de Verlichting; en van de (uit die idealen voortkomende) idealistische, vaderlandslievende en bespiegelende liederen op eigentijdse melodieën, zoals in gang gezet door J.P. Heije. Daarmee geeft de bundel een omvangrijk tijdsbeeld van de Nederlandse liedcultuur in de tweede helft van de negentiende en het begin van de twintigste eeuw.

### Ontvangst

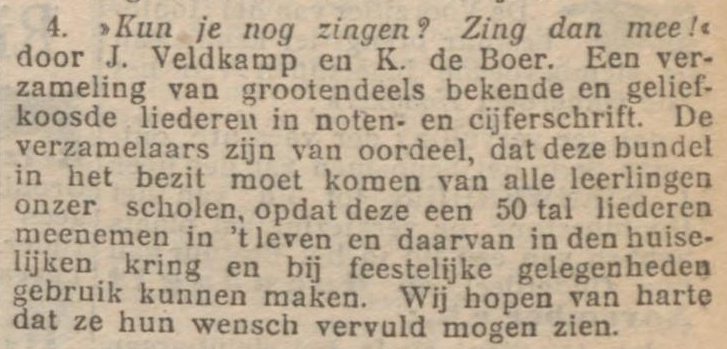
Eerste berichtje over Kun je nog zingen in Nieuwsblad van het Noorden (28-10-1906).

Nieuwsblad van het Noorden schreef op 11-09-1908: "We hebben indertijd dit boekje zeer geprezen, omdat we de verspreiding ervan bijzonder toejuichten. Het doet ons zeer veel genoegen, dat in twee jaar reeds een derde druk nodig is gebleken. Zou het nog lukken om ons volk wat anders te leeren zingen dan "Bokkie bè" of "Jaapie is getrouwd"? We willen 't hopen".
De locomotief (24-06-1908) schreef: "Het liederenboek (...) is zeker een aanwinst voor de school en voor een huisgezin met jonge kinderen. De heeren Veldkamp en De Boer deelen in een bijgevoegd schrijven mede wat zij met de samenstelling van dit liederenboek hebben beoogd. (...) "Moge deze nieuwe uitgave zorgen dat de schoolliederen blijven gezongen worden in de huiskamer. Op die wijze zal binnen niet te langen tijd een Nederlandsch repertoire algemeen bekend geraken en dit den volkszang zeer ten goede komen." Den volkszang ten goede komen? (...) Dat dit niet zal gelukken, staat bij ons vast. Wij hebben vele zeer aardige, zeer melodieuze schoolliedjes, maar deze kunnen onmogelijk voorzien in het gebrek aan Nederlandsche volksliederen".
De standaard (04-12-1915) schreef: "Een tiende druk zag het licht van "Kun je nog zingen, zing dan mee!" (...) We behoeven ter aanbeveling van deze populaire verzameling niets meer te zeggen. Ze heeft burgerrecht onder ons verkregen. Wie, zouden we haast kunnen vragen, wie, onder de minnaars van het echt-Hollandsche lied, kent dezen bundel niet?".

### Tegenbeweging: volksliedjes versus cultuurliedjes

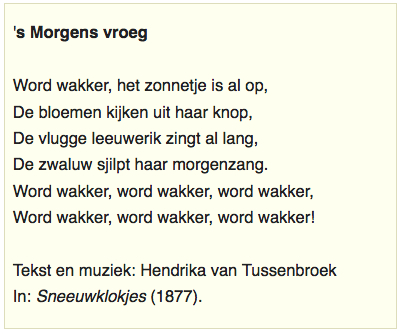
Liedje over aanbreken van de dag, opstaan (2 strofen). Muziek afspelen (midi, 20 sec.):
Bestand:Tussenbroek-word-wakker-zonnetje-muziek.mid

Kun je nog zingen was zeer geliefd, bleef de gehele twintigste eeuw in druk en werd tientallen jaren gebruikt in het muziekonderwijs, bij pianoles en bij koren, volkszangscholen en samenzang in Nederland.
Naast deze cultuurliedjes vanuit de idealen van de Verlichting (rond deugden, beschaving, burgerlijkheid, educatie, waarden en normen) was er in de negentiende eeuw vanuit de Romantiek echter belangstelling ontstaan voor een heel ander soort liedjes: volksliedjes (liedjes die al leefden in de volksmond, eenvoudig te zingen waren en veelal over alledaagse onderwerpen gingen). De Duitse Jeugdbeweging, die gebaseerd was op de idealen van de Romantiek, ging het zingen van deze oude, historische volksliedjes uitdragen. 
In de jaren 1920-1930 werden in Nederland met name Piet Tiggers en Jop Pollmann warme pleitbezorgers van het zingen van volksliedjes in Nederlandse jongerenorganisaties. In 1941 gaven zij de liedbundel Nederlands volkslied uit, die een doorslaand succes werd (1e druk 1941, 19e druk 1977). Deze bundel bevat oude volksliedjes, uit de Middeleeuwen en de eeuwen daarna.
Het uitgangspunt van Pollmann en Tiggers was, dat het lied de kern zou moeten zijn van muzikale vorming - en dat oude, eenstemmige volksliedjes uit de orale traditie het meest geschikt waren voor zulk zangonderwijs. Bovendien hechtten zij waarde aan volksliedjes als cultureel erfgoed en aan de verbindende kracht van samenzang. De liedjes in Kun je nog zingen vonden zij inhoudelijk veel te burgerlijk en de melodieën te ingewikkeld.
De bundel van Pollmann en Tiggers werd in de jaren 1940-1970 veel gebruikt in het onderwijs, op de kweekscholen en in de Nederlandse jeugdbeweging (in zowel socialistische als katholieke jongerenorganisaties). Er werden ongeveer een half miljoen exemplaren van deze bundel verkocht.
In sommige kringen bestond deze populariteit van het zingen van oude volksliedjes naast de traditie van het zingen van cultuurliedjes uit de bundel Kun - maar in andere kringen kon Nederlands volkslied de bundel Kun ook in meer of mindere mate verdringen. Nederlands volkslied raakte echter aan het einde van de jaren 70 uit druk, terwijl Kun je nog zingen tot in de eenentwintigste eeuw in druk bleef.

### Luistercultuur en Engelstalige popliedjes
In de tweede helft van de twintigste eeuw nam de invloed van liedboeken af en het belang van radio, lp's/cd's en mp3-spelers toe. De traditie van de actieve zangbeoefening nam rond en na de jaren 1960 steeds meer af (verschuiving van zangcultuur naar luistercultuur). Door de opkomst van geluidsdragers (radio, lp en cd, walkman/discman/smartphone, muziekkanalen op tv en geluidsinstallaties in de auto) verdween de noodzaak van het zelf zingen tijdens een wandeling, op de steiger, tijdens de afwas of gedurende een lange autorit.
Ook raakten vanaf de jaren 1960 Engelstalige popliedjes in zwang boven het zingen in het Nederlands (of dat nou volksliedjes of cultuurliedjes waren). Bovendien ging vanaf de jaren 70 en 80 op een deel van de lagere scholen het zangonderwijs steeds vaker op in muziekonderwijs of, nog algemener, kunst- of cultuuronderwijs, terwijl het aantal lesuren hiervoor gelijk bleef. Vanaf 1985 was muziek niet langer een toelatingseis op de PABO.
Al deze ontwikkelingen leidden ertoe, dat er tegen het einde van de twintigste eeuw steeds minder uit liedboeken werd gezongen. Eind jaren 1990 werden er gemiddeld nog altijd zo'n 600 exemplaren Kun je nog zingen per jaar verkocht, maar toen de laatste jubileumuitgave in 2012 uitverkocht raakte, kwam er geen nieuwe herdruk meer van het monumentale liedboek.

## Tekstdichters en toondichters
Kun je nog zingen, zing dan mee geeft een omvangrijk tijdsbeeld van de liedcultuur in de tweede helft van de negentiende en het begin van de twintigste eeuw - en geeft daarmee ook zicht op een grote groep liedschrijvers, tekstdichters en toondichters die in die decennia in het Nederlandse taalgebied naam hadden.
Opvallend hierbij is het grote aantal tekstdichters dat uit het onderwijs afkomstig is; een verschijnsel dat verklaard kan worden vanuit het zangonderwijs dat in die jaren op de kweekscholen een verplicht vak was, en het verplichte zanguurtje op de lagere scholen, waar geschikte liedjes voor nodig waren.
Enkele belangrijke bijdragers aan het Nederlandse lied, opgenomen in Kun je nog zingen, in die periode waren:
| Tekstdichters | |
| --- | --- |
| - Simon Abramsz (onderwijzer) - Gentil Antheunis (dichter) - Nicetas Doumen (onderwijzer) - Anna Fles (zanglerares) - C.J.C. Geerlings (onderwijzer) - Jacob van Hall (letterkundige) - Jan Pieter Heije (arts) - Katharina Leopold (onderwijzeres) - Abraham Loman (theoloog) | - Pieter Louwerse (onderwijzer) - Gijsbert Lovendaal (onderwijzer) - Jacoba Mossel (godsdienstonderwijzeres) - Jos.M. Reynders (onderwijzer) - Antoon de Rop (onderwijzer) - Bram Schooleman (onderwijzer) - Hendrika van Tussenbroek (zang- en pianolerares ) |

| Componisten | |
| --- | --- |
| - George Beijerle - Theo van der Bijl - Fr. Coenen - Cornelis Dopper - W.H. de Groot Wz. - Herman den Hertog - Richard Hol - Kor Kuiler - Daniël de Lange - Philip Loots - Jos. Reckers | - Catharina van Rennes - Wilhelmus Smits - Arnold Spoel - Lambert van Tetterode - Hendrika van Tussenbroek - Johannes Verhulst - Joannes Viotta - Johannes Wierts - Johann Wilms - Johannes Worp - Bernard Zweers |

Zie voor een volledig overzicht van alle opgenomen makers van liedjes, de 'Lijst van liedjes in Kun je nog zingen, zing dan mee'.

## Naoorlogse uitgaven

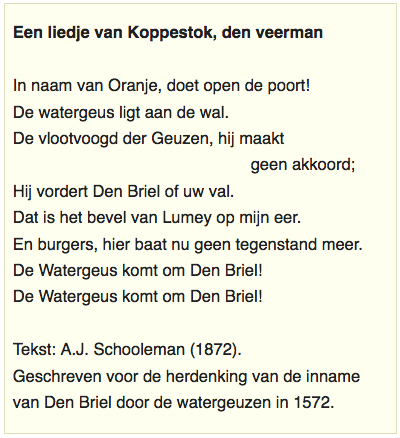
Vaderlandse geschiedenis, over de inname van Den Briel, Tachtigjarige Oorlog (4 strofen). Muziek afspelen (midi, 36 sec.):
Bestand:Schooleman-in-naam-van-oranje-muziek.mid

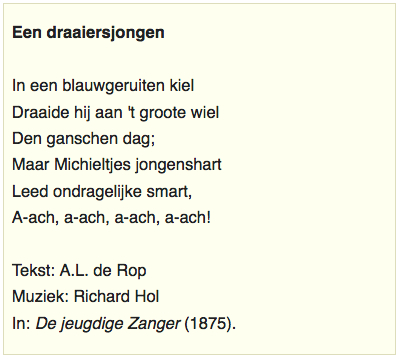
Vaderlandse geschiedenis, over het leven van Michiel de Ruyter (3 strofen). Muziek afspelen (midi, 17 sec.):
Bestand:Rop-Hol-in-blauwgeruite-kiel-muziek.mid

Tijdens de Tweede Wereldoorlog was het uitgeven van de liedbundel, vanwege de vaderlandslievendheid en het nationalisme van verschillende liederen, verboden.
Er werd echter wel een liedboek met dezelfde titel gedrukt in Melbourne in 1943. De omslag is diep-oranje en vermeld als bezorgers: 'Uitgave der stichting "Nederland ter zee"'. Op de achterzijde staat vermeld dat er liederen zijn overgenomen uit vier bundels, waaronder Kun je nog zingen. Dit boek staat verder los van de iconische zangbundel en maakt dus geen deel uit van de drukgeschiedenis.
Toen er na de oorlog een nieuwe druk verscheen (de 33e), waren de samenstellers ondertussen beiden overleden (Klaas de Boer in 1943 en Jan Veldkamp in 1946). Het voorwoord bij de 33e druk werd geschreven door familieleden, B. Veldkamp en B. de Boer. Zij melden dat ze de druk ongewijzigd hebben gelaten.

### Jubileumuitgave 1986
In 1986 verscheen er een jubileumuitgave naar aanleiding van het feit dat de liedbundel al tachtig jaar in druk was. De bundel Lang leve Kun je nog zingen, zing dan mee! De mooiste liedjes uit tachtig jaar is samengesteld door Wieteke van Dort. Er zijn 38 liedjes in opgenomen. Daarbij zijn er in de bundel 25 tekeningen van Cornelis Jetses afgedrukt. Hij bevat tevens bladmuziek voor piano.

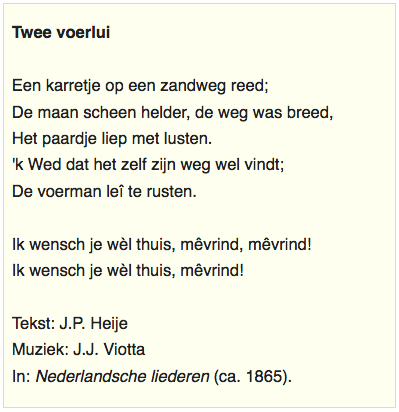
Bespiegelend lied (3 coupletten). Muziek afspelen (midi, 23 sec.):
Bestand:Heije-Viotta-karretje-op-zandweg-reed-muziek.mid

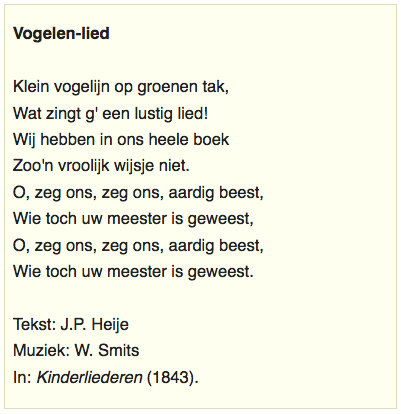
Bespiegelend lied (3 strofen). Muziek afspelen (midi, 31 sec.):
Bestand:Heije-Smits-klein-vogelijn-groene-tak-muziek.mid

Het gaat om de volgende 38 liederen: 
- Alleman van Neêrlands stam (J.G. Nijk, H.J. den Hertog)
- Als goede kind'ren slapen zacht (naar het Duits, Catharina van Rennes)
- Daar loopt door 't gehucht een wonder gerucht (tekst: W.J. van Zeggelen)
- De bloempjes gingen slapen (melodie naar Brahms)
- De paden op, de lanen in (A.L. de Rop, R. Hol)
- Een karretje op de zandweg reed (J.P. Heije, J.J. Viotta)
- Een scheepje in de haven landt (J.P. Heije, J.J. Viotta)
- Een vriend'lijk aardig vogelijn (muziek: C.M. von Weber)
- Er schommelt een wiegjen in 't bloeiende hout (S. Abramsz, Tetterode)
- Ferme jongens, stoere knapen (J.P. Heije, J.J. Viotta)
- Hannes loopt op klompen (N. Doumen, P. Loots)
- Heb je van de zilveren vloot wel gehoord (J.P. Heije, J.J. Viotta)
- Hela gij bloempjes! slaapt gij nu nog? (naar het Duits, Catharina van Rennes)
- Het spruit aan de boomen (C.J.C. Geerlings)
- Hoe zachtkens glijdt ons bootje (P. Parson, W.H. de Groot)
- Holland, ze zeggen: je grond is zoo dras (S. Abramsz)
- Hopsa, heisasa, 't is in de maand van Mei, ja ja (O.S. van der Veen, J. Reckers)
- In een blauwgeruiten kiel (A.L. de Rop, R. Hol)
- In naam van Oranje, doet open de poort (A.J. Schooleman)
- In 't groene dal, in 't stille dal (J.P. Heije, J. Beltjens)
- 't Is plicht dat ied're jongen (J.J. Wap, C.A. Brandts Buijs)
- Klein vogelijn op groenen tak (J.P. Heije, W. Smits)
- 't Knaapje zag een roosje staan (tekst naar Goethe, H. Werner)
- Koeltjes suiz'len doen rits'len het loover (C.J.C. Geerlings)
- Langs berg en dal klinkt hoorngeschal (muziek: F. Silcher)
- Op de groote, stille heide (P. Louwerse, J. Worp)
- O, schitt'rende kleuren van Nederlands vlag (J.P. Heije, W. Smits)
- Sikkels klinken, sikkels blinken (A.C.W. Staring, A. Lijsen)
- Vogeltje, wat zingt gij vroeg (W. Reinkingh, J. Worp)
- Waar de blanke top der duinen (P. Louwerse, R. Hol)
- Waar het wuivend loof der palmen (muziek: R. Hol)
- Wie gaat mee, gaat mee over zee (tekst: A.D. Loman)
- Wie met ons wil naar buiten gaan (J.A. Böhringer, Catharina van Rennes)
- Wie rusten wil in 't groene woud (J.P. Heije, J. Worp)
- Wij leven vrij, wij leven blij (M.J. Brand van Cabauw, J.W. Wilms)
- Wilhelmus van Nassouwe
- Wordt wakker 't zonnetje is al op (Hendrika van Tussenbroek)
- 't Zonnetje gaat van ons scheiden (naar een volkswijs)

### Lp, cd, televisie en theatervoorstelling

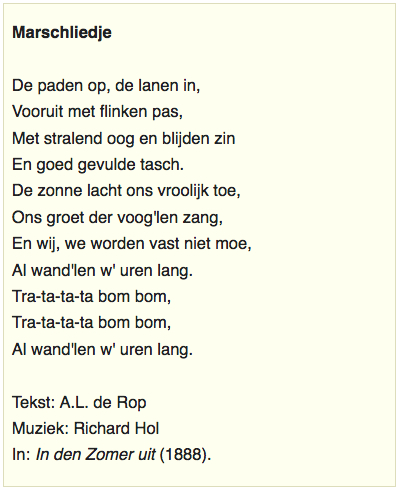
Liedje over wandelen (2 strofen). Muziek afspelen (midi, 40 sec.):
Bestand:Rop-Hol-paden-op-lanen-in-muziek.mid

In 1978 verscheen de lp Kun je nog zingen, zing dan mee van Wieteke van Dort en Willem Nijholt (arrangementen: Job Maarse en Joop Stokkermans, orkest o.l.v. Job Maarse). Deze lp werd in 1999 op cd uitgebracht.
Op de lp/cd staan 14 liedjes: 
- Wordt wakker het zonnetje is al op (Hendrika van Tussenbroek)
- In 't groene dal, in 't stille dal (J.P. Heije, J. Beltjens)
- De paden op, de lanen in (A.L. de Rop, R. Hol)
- Klein vogelijn op groene tak (J.P. Heije, W. Smits)
- Wie rusten wil in 't groene woud (J.P. Heije, J. Worp)
- Koeltjes suiz'len (C.J.C. Geerlings)
- Holland ze zeggen (S. Abramsz)
- Hoe zachtkens glijdt ons bootje (W.H. de Groot, C.M. von Weber)
- 't Knaapje zag een roosje staan (tekst naar Goethe, H. Werner)
- Zie de leliën op het veld (vertaling, F. Silcher)
- 't Zonnetje schijnt zo heerlijk schoon (W.H. de Groot)
- Langs berg en dal klinkt hoorngeschal (muziek: F. Silcher)
- De bloempjes gingen slapen (melodie naar Brahms)
- 't Zonnetje gaat van ons scheiden (naar een volkswijs)

In 1979-80 zond de KRO een liedjesprogramma uit met de titel Kun je nog zingen, zing dan mee, met onder meer Wieteke van Dort en Willem Nijholt. Op basis hiervan maakte Van Dort een voorstelling met liedjes uit Kun je nog zingen (waarin ze voor de pauze een keuze uit de liedjes zong).

## Kun je nog zingenvoor jonge kinderen
Naar aanleiding van het verkoopsucces van de bundel, stelden Veldkamp en De Boer ook een liedboek samen voor jonge kinderen van ongeveer 4 tot en met 7 jaar, met een gelijkluidende titel: Kun je nog zingen, zing dan mee! Voor jonge kinderen (Noordhoff, Groningen, 1912).
Ook deze bundel bevat eigentijdse liedjes (tweede helft 19e en begin 20e eeuw), geschreven door Nederlandse en Belgische tekstdichters en componisten. Maar het betreft dan echte kinderliedjes, zoals: 'Daantje zou naar school toe gaan' (H. Bruining, H.J. den Hertog); 'Daar zaten zeven kikkertjes' (J.P. Heije, T. Steenhuis); 'Drie kleine kleutertjes' (Kate Greenaway, Catharina van Rennes); 'Hannes loopt op klompen' (N. Doumen, Philip Loots); en 'Onder moeders paraplu' (Anna Sutorius, J. Wierts).
De volledige lijst van opgenomen liedjes is te vinden in het artikel 'Kun je nog zingen, zing dan mee! Voor jonge kinderen'.